# Verovering van Asilah
De verovering van Asilah (Arabisch: أصيلة ، أرزيلة; Portugees: Arzila) door de Portugezen op de Wattasiden vond plaats op 24 augustus 1471.

## Geschiedenis
Als voortzetting van zijn beleid om de Portugese gebieden in Marokko uit te breiden en in de geest van zijn voortdurende kruistocht tegen de moslims, stelde koning Alfons V van Portugal aanvankelijk plannen op om Tanger te veroveren, maar besloot vervolgens Asilah in te nemen.
Hij vertrok vanuit de Portugese stad Lagos met een leger van ongeveer 30.000 man en 400 schepen en arriveerde op de middag van 22 augustus 1471 bij de Marokkaanse kust. De Portugese koning riep zijn Raad bijeen en besloot Asilah de volgende ochtend aan te vallen. Er stak een verschrikkelijke storm op en een aantal Portugese schepen ging verloren. Tijdens de drie dagen van de belegering regende het dat het goot. De storm was zo hevig dat het de schepen belette de stad met kanonskogels te bestoken en niet meer dan twee stuks zware artillerie konden aan land worden gebracht. Na een moeilijke ontscheping, die resulteerde in de dood van meer dan 200 man als gevolg van harde wind en hoge golven, kwam het leger van Alfons aan land en belegerde Asilah, dat na een zware strijd op 24 augustus 1471 werd ingenomen.
De graaf van Valença, Henrique de Menezes, werd door koning Alfons V aangesteld als de eerste Portugese gouverneur van Asilah.
De overwinning in Asilah maakte de weg vrij voor de verovering van Tanger.

## Tapijten van Pastrana
De tapijten van Pastrana, daterend uit eind vijftiende eeuw, bestaan uit vier grote wandtapijten, besteld door Alfonso V ter nagedachtenis aan de veroveringen van Asilah en Tanger. Per stuk zijn ze circa 11 bij 4 meter en gemaakt van hout en zijde. De vervaardiging wordt toegeschreven aan het atelier van Passchier Grenier in Doornik. Het zijn een van de weinige tapijten uit die tijd die contemporaine in plaats van bijbelse of mythologische gebeurtenissen afbeelden. Er komen vele gedetailleerd geweven wapens en pantsers in voor.
De tapijten hebben de volgende onderwerpen:
- De landing bij Asilah
- De belegering van Asilah
- De bestorming van Asilah
- De inname van Tanger